# Techaluta de Montenegro
Techaluta de Montenegro é um município do estado de Jalisco, no México.
Em 2005, o município possuía um total de 3.044 habitantes.